# Гатака
„Гатака“ (на английски: Gattaca) е научнофантастичен/антиутопичен филм от 1997 с участието на Ума Търман, Итън Хоук и Джуд Лоу. Значимите поддържащи роли са на Тони Шалуб, Гор Видал и Алън Аркин. Сценарист и режисьор на филма е Андрю Никъл. През 1998 „Гатака“ е номиниран за Награда на филмовата Академия на САЩ в категорията Най-добри декори.
Филмът представя недалечното бъдеще, в което обществото се движи от доброволната евгеника, а ДНК структурата определя социалните класи. Децата от средните и високите класи се селектират чрез генетична диагностика още преди зачатие, за да се гарантират най-добрите наследствени белези от техните родители. База данни съдържа пълната генетична информация и чрез биометрични способи моментално определя и класифицира хората на „валидни“ (тези създадени чрез генетична намеса) и „невалидни“ (тези създадени по естествен начин). Въпреки че дискриминацията на основа генетична принадлежност е забранена със закон, на практика „валидните“ индивиди получават управленските позиции, докато „невалидните“ са назначавани само на неблагоприятни работни места. „Гатака“ се концентрира основно върху опасностите и последиците, които се крият зад репродуктивните технологии, които от своя страна спомагат за развитието на евгениката. Филмът изследва темата за съдбата и начините, по които тя определя действията в живота на човек. Персонажите в „Гатака“ са поставени в постоянна вътрешна борба между устоите на това „перфектно“ общество и самите тях, в търсене на собствената си съдба определена от гените им.
Заглавието на филма е базирано на четирите азотни бази, които изграждат ДНК структурата – аденин (adenine), цитозин (cytosine), гуанин (guanine) и тимин (thymine).

## Сюжет
Внимание:  Текстът по-долу разкрива сюжета на произведението (или части от него)!
В недалечното бъдеще един обикновен човек иска да пътува в космоса. Обществото, в което живее, е разделено на валидни (генетично усъвършенствани хора) и невалидни (заченати по естествен начин хора) хора. Винсънт Фриймън (Итън Хоук) е напълно неподходящ за пътешествия в космоса, защото принадлежи към класата на невалидни хора. Поради генетичното му несъвършенство на него му е отредено цял живот да върши най-черната работа. За да се придвижи нагоре по социалната стълба той приема образът на Джером Мороу (Джуд Лоу), генетично перфектен плувец, който е останал инвалид след падане. С помощта на Мороу Винсънт се научава да подменя ДНК тестовете, които е длъжен да дава. Чрез генетичната информация на Джером той получава достъп до Космическа корпорация „Гатака“, която извършва най-успешните космически полети. След няколко седмици тестове пред Фрийман се открива уникалната възможност да извърши полет в космоса.
По време на работата си в Гатака той се запознава с Айрийн Касиди (Ума Търман) и между двамата започва любовна връзка. Когато директорът на космическата операция е убит, точно когато дългоочакваният мечтан полет на Фрийман е напът да се осъществи. По невнимание Винсънт губи една от миглите си на местопрестъплението, която впоследствие е открита. Започва разследване, което издирва предполагаемият невалиден убиец Винсънт Фрийман, който липсва от базата данни на полицията. Само няколко дена до полета, Винсънт прави всичко по силите си, за да разсее нарастващите съмнения около неговата самоличност. След няколко критични за Фрийман момента, детектив Хюго (Алън Аркин) задържа Директор Джоузеф (Гор Видал). Директорът признава за убийството и го оправдава с желанието си да спечели още време за стартирането на космическата програма за достигане на Титан, луна на Сатурн.
Точно когато Винсънт е успокоен от изхода на разследването, той се среща с шефа на полицията Антон Фрийман (Лорън Дийн), който се оказва негов брат, с когото отдавна не поддържат връзка. Антон му предлага защита, за да не бъде разкрит. Скоро става ясно, че действията на Антон са подбудени изцяло от собствената му несигурност, защото Винсън е успял много повече в живота, въпреки генетичните си недостатъци. Двамата разрешават спора чрез състезание по плуване, в което побеждава Винсънт.
С настъпването на деня на полета Джером се сбогува с Винсънт, казвайки му, че също възнамерява да пътува. Той предварително е запазил достатъчно генетичен материал, който може да стигне на Винсън за два живота. На път към стартовата площадка Винсънт е спрян за извънреден тест за урина. Резултатът от теста разкрива невалидният статус на Винсънт, но д-р Ламар признава, че е знаел за неговата истинска идентичност от самото начало. Докторът подменя резултатите, въпреки видимият генетичен недостатък. Докато совалката излиза от площадката, Джером се самоубива.

## Актьорски състав
- Итън Хоук като Винсън Фрийман
- Ума Търман като Айрийн Касини
- Джуд Лоу като Джером Юджийн Мороу
- Гор Видал като Директор Джоузеф
- Зандър Бъркли като д-р Ламар
- Джейн Брук като Мери Фрийман
- Лорън Дийн като Антон Фрийман
- Елиас Котеас като Антонио Фрийман
- Алън Аркин като Детектив Хюго
- Тони Шалуб като Германецът
- Ърнест Боргнайн като Цезар

## Саундтрак
Музиката към филма е написана от английския композитор Майкъл Найман и отделно от филма е официално издадена на 21 октомври 1997.
1. „The Morrow“ – 3:13
2. „God's Hands“ – 1:42
3. „The One Moment“ – 1:40
4. „Traces“ – 1:00
5. „The Arrival“ – 3:53
6. „Becoming Jerome“ – 1:06
7. „Call Me Eugene“ – 1:24
8. „A Borrowed Ladder“ – 1:47
9. „Further and Further“ – 2:43
10. „Not the Only One“ – 2:14
11. „Second Morrow“ – 2:24
12. „Impromptu for 12 Fingers“ – 2:55 (от „Impromptu in G-flat Major, Op. 90, No. 3“ на Шуберт)
13. „The Crossing“ – 1:24
14. „It Must Be the Light“ – 1:23
15. „Only a Matter of Time“ – 1:07
16. „I Thought You Wanted to Dance“ – 1:13
17. „Irene's Theme“ – 1:09
18. „Yourself for the Day“ – 2:20
19. „Up Stairs“ – 2:02
20. „Now That You're Here“ – 2:44
21. „The Truth“ – 2:13
22. „The Other Side“ – 3:44
23. „The Departure“ – 3:51
24. Irene & the Morrow – 5:44